# Spiloxene umbraticola
Spiloxene umbraticola là một loài thực vật có hoa trong họ Hypoxidaceae. Loài này được (Schltr.) Garside miêu tả khoa học đầu tiên năm 1936.